# Гибон сиаманг джудже
Гибонът сиаманг джудже (Hylobates klossii) е вид бозайник от семейство Гибони (Hylobatidae). Видът е застрашен от изчезване.

## Разпространение и местообитание
Разпространен е в Индонезия.